# Masacre de Hatla
La masacre de Hatla fue el asesinato de 60 aldeanos chiíes, incluyendo algunos que estaban armados, llevado a cabo el 11 de junio de 2013 por miembros de la oposioción siria en la localidad siria de Hatla, cerca de Deir Ezzor, durante la Guerra Civil Siria. Al menos 30 de los muertos eran civiles. De acuerdo con un informe de la ONU, la cifra de muertos era de 30.
Un video publicado en línea el 11 de junio, titulado El asalto y limpieza de Hatla, mostró a unos combatientes agitando la bandera del Yihad mientras celebraban. El lenguaje utilizado en los videos es sectario. «Estos son los chiíes, estos son cuerpos chiíes, este es su fin», dice el camarógrafo. Ese video «indica que los responsables no eran sirios, posiblemente de Kuwait.» De acuerdo con una página de Facebook de islamistas de la zona, miembros del ELS y el grupo terrorista Frente Al-Nusra estaban involucrados.
El ataque y la captura del pueblo por los rebeldes fue presuntamente en represalia por un ataque de los combatientes chiíes leales al gobierno, un día antes. Los milicianos chiíes atacaron una posición rebelde cerca de la localidad, matando a cuatro combatientes.
Según militantes opositores, la mayoría de los muertos eran combatientes leales, pero también fueron asesinados varios civiles, incluyendo mujeres y niños. Tres clérigos chiíes también se encontraban entre los muertos. La agencia estatal de noticias, SANA, dijo que 30 civiles perdieron la vida. Los rebeldes también quemaron casas de civiles y una mezquita chií durante la toma de posesión. Diez combatientes rebeldes murieron durante el ataque. Unos 150 residentes chiíes huyeron hacia territorio controlado por el gobierno en las inmediaciones de Jafra.
El jeque kuwaití Shafi al-Ajmi amenazó con más atentados en contra de los partidarios del gobierno con ataques a asentamientos chiíes de Nubl y al-Zahraa, cerca de Alepo.